# Departamento de Añelo
Departamento de Añelo är en kommun i Argentina.   Den ligger i provinsen Neuquén, i den sydvästra delen av landet, 1 000 km väster om huvudstaden Buenos Aires. Antalet invånare är 7 554. Arean är 11 655 kvadratkilometer.
Terrängen i Departamento de Añelo är huvudsakligen kuperad, men åt nordväst är den bergig.
Omgivningarna runt Departamento de Añelo är i huvudsak ett öppet busklandskap. Trakten runt Departamento de Añelo är nära nog obefolkad, med mindre än två invånare per kvadratkilometer.